# MTV Cribs
MTV Cribs er et tv-program, der sendes på MTV. I programmet tager nogle udsendte ud og filmer nogle af de kendte kunstneres huse og ser hvordan de bor. Kunstneren plejer som regel selv at vise holdet rundt og fortælle om det forskellige inventar.

## MTV Cribs har bl.a. besøgt
- Jacoby Shaddix, Papa Roach
- Twiggy Ramirez, tidl. Marilyn Manson
- Bam Margera